# Státní svátky Vatikánu
Toto je seznam státních svátků ve Vatikánu.
| Datum        | Český název                             | Místní název                                                        | Poznámky                                                                     |
| ------------ | --------------------------------------- | ------------------------------------------------------------------- | ---------------------------------------------------------------------------- |
| 1. ledna     | Slavnost Matky Boží Panny Marie         | Maria Santissima Madre di Dio                                       |                                                                              |
| 6. ledna     | Epifanie                                | Epifania del Signore                                                |                                                                              |
| 11. února    | Výročí založení Městského státu Vatikán | Anniversario della istituzione dello Stato della Città del Vaticano | Podepsání Lateránských smluv, které vytvořily suverénní Městský stát Vatikán |
| 13. března   | Výročí zvolení Papeže Františka         | Anniversario dell'Elezione del Santo Padre                          |                                                                              |
| 19. března   | Svátek Svatého Josefa                   | San Giuseppe                                                        |                                                                              |
| proměnlivé   | Velikonoční pondělí                     | Lunedì dell'Angelo                                                  |                                                                              |
| 23. dubna    | Svátek Svatého Jiří                     | Onomastico del Santo Padre                                          | Jmeniny Papeže Františka (Jorge Mario Bergoglio)                             |
| 1. května    | Svatý Josef Dělník                      | San Giuseppe lavoratore                                             |                                                                              |
| 29. června   | Svátek svatých Petra a Pavla            | Santi Pietro e Paolo                                                |                                                                              |
| 15. srpna    | Slavnost Nanebevzetí Panny Marie        | Assunzione di Maria in Cielo                                        |                                                                              |
| 8. září      | Narození Panny Marie                    | Festa della natività della madonna                                  |                                                                              |
| 1. listopadu | Slavnost Všech svatých                  | Tutti i santi (or Ognissanti)                                       |                                                                              |
| 8. prosince  | Neposkvrněné početí Panny Marie         | Immacolata Concezione                                               |                                                                              |
| 25. prosince | Vánoce                                  | Natale                                                              |                                                                              |
| 26. prosince | Svátek svatého Štěpána                  | Santo Stefano                                                       |                                                                              |